# Pauline Jagsch
Pauline Jagsch (Berlín, 13 de marzo de 2003) es una deportista alemana que compite en piragüismo en la modalidad de aguas tranquilas.
Participó en los Juegos Olímpicos de París 2024, obteniendo una medalla de plata en la prueba de K4 500 m. Ganó dos medallas en el Campeonato Europeo de Piragüismo de 2025, plata en K2 500 m y bronce en K4 500 m.

## Palmarés internacional
| Juegos Olímpicos   | Juegos Olímpicos         | Juegos Olímpicos  | Juegos Olímpicos |
| Año                | Lugar                    | Medalla           | Competición      |
| ------------------ | ------------------------ | ----------------- | ---------------- |
| 2024               | París (Francia)          | Medalla de plata  | K4 500 m         |
| Campeonato Europeo |                          |                   |                  |
| Año                | Lugar                    | Medalla           | Competición      |
| 2025               | Račice (República Checa) | Medalla de plata  | K2 500 m         |
| 2025               | Račice (República Checa) | Medalla de bronce | K4 500 m         |